# Warwick Davis
Pour les articles homonymes, voir Davis.
Warwick Davis, né le 3 février 1970 à Epsom  (Angleterre), est un acteur britannique.

## Biographie
Atteint d'une forme complexe de nanisme (dysplasie spondyloépiphysaire congénitale), il mesure 1,07 m.
Son père est courtier en assurance et sa mère femme de ménage. Tous deux sont de taille moyenne.

### Carrière
Alors que Warwick Davis n'a que 11 ans, au début des années 1980, sa grand-mère entend à la radio que la production du Retour du Jedi recherche des gens de petite taille pour le rôle des Ewoks. Destiné à la figuration, il a finalement le rôle principal du brave Wicket lorsque l'acteur Kenny Baker tombe malade. Sur le tournage, il sympathise avec Carrie Fisher et Mark Hamill qui lui achètent des jouets Star Wars. Par la suite, il reprend le rôle de Wicket dans deux téléfilms de la franchise Star Wars : L'Aventure des Ewoks (1984) et La Bataille d'Endor (1985).
En 1987, il rencontre Ron Howard et retrouve George Lucas pour jouer le héros principal dans le film Willow aux côtés de Val Kilmer, où il incarne un petit homme de la race des Nelwyns chargé de protéger un bébé d'une reine maléfique. Ce sera sa première expérience d'acteur à visage découvert.
De 1989 à 1990, il intègre la distribution d'une version télévisée (en) des romans Le Monde de Narnia, produite par la BBC, tenant les rôles de la souris Reepicheep et du hiboux Glimfeather.
Il est aussi connu pour être la vedette de la saga horrifique Leprechaun, où il incarne un maléfique farfadet irlandais, dont il a repris le personnage à six reprises.
En 1999, il fait des apparitions dans Star Wars, épisode I : La Menace fantôme dans le rôle de Rodien Wald, ami d'Anakin Skywalker, et le parieur Weazel — assis aux côtés de Watto pendant la course de Pods. Il joue également Yoda dans les scènes où ce dernier marche, remplacé en 2011 par des effets numériques,. Depuis, il est souvent l'invité des conventions dédiées aux univers de George Lucas.
De 2001 à 2011, Davis participe aux huit volets des adaptations cinématographiques des romans de low fantasy Harry Potter de la romancière J. K. Rowling. Dans le premier volet, il prête ses traits au professeur Filius Flitwick ainsi qu'au guichetier de Gringotts, tout en prêtant sa voix au gobelin Gripsec qui est physiquement joué par Verne Troyer. S'il reprend le rôle de Flitwick dans le reste de ses apparitions, Davis remplace Troyer dans les volets Harry Potter et les Reliques de la Mort: Première Partie et Harry Potter et les Reliques de la Mort: Deuxième Partie.
En 2005, il incarne Marvin l'androïde paranoïde dans le film H2G2 : Le Guide du voyageur galactique, adaptation de l'œuvre de science-fiction humoristique de Douglas Adams. Si Davis arbore le costume du personnage, sa voix est celle de l'acteur Alan Rickman.
En 2006, il interprète son propre rôle dans la série humoristique Extras de Ricky Gervais et Stephen Merchant'.
Près de vingt ans plus tard en 2008, il retrouve l'univers de Narnia en tenant le rôle du nain Nikabrik dans Le Monde de Narnia : Le Prince Caspian, deuxième volet de l'adaptation cinématographique lancée en 2005.
De 2011 à 2013, il interprète de nouveau son propre rôle dans une sérié de Ricky Gervais et Stephen Merchant, Un petit brin de vie (Life's Too Short), mais cette fois-ci la genèse de la série vient de lui-même.
En 2015 et 2017, il fait deux caméos dans les films Star Wars, épisode VII : Le Réveil de la Force et Star Wars, épisode VIII : Les Derniers Jedi, tenant successivement les rôles de Wollivan et de Wodibin. En parallèle, il tient le rôle de Weeteef Cyu-Bee dans le dérivé Rogue One: A Star Wars Story (2016) ainsi que celui de l'assassin Rukh dans la série d'animation Star Wars Rebels (2017-2018). Enfin, il reprend en 2018 le rôle de Weazel dans le dérivé Solo: A Star Wars Story — qui marque ses retrouvailles avec Ron Howard — ainsi que celui de Wicket dans Star Wars, épisode IX : L'Ascension de Skywalker en 2019.
En octobre 2020, une série Willow est annoncée pour la plateforme Disney +, avec le retour de Davis dans le rôle titre. La série sort le 30 novembre 2022 . En mars 2023, la série est annulée quelques semaines après la diffusion des huit épisodes de sa première et unique saison.

## Vie privée
Warwick Davis s'est marié en 1991 à Samantha Burroughs (1971-2024), atteinte d'achondroplasie.
En 1989, ils ont un premier fils, Lloyd, qui ne survit 9 jours.
Puis ils ont eu une fille, Annabel (1997) et un fils, Harrison (2003), tous deux atteints de nanisme .
En 2010, il publie son autobiographie Size Matters Not: The Extraordinary Life and Career of Warwick Davis avec une préface de George Lucas.
En avril 2024, Samantha, âgée de 53 ans, décède des suites d'une septicémie potentiellement mortelle, contractée en 2019 et due à des complications chirurgicales et avait été hospitalisée.

## Filmographie

### Cinéma
- 1983 : Star Wars, épisode VI : Le Retour du Jedi : Wicket W. Warrick
- 1984 : L'Aventure des Ewoks : Wicket W. Warrick
- 1985 : Ewoks: la Bataille d'Endor : Wicket W. Warrick
- 1986 : Labyrinth : Goblin Corps
- 1986 : The Princess and the Dwarf
- 1988 : Willow : Willow Ufgood
- 1993 : Leprechaun : Leprechaun
- 1994 : Leprechaun 2 : Leprechaun
- 1995 : Leprechaun 3 : Leprechaun
- 1996 : Leprechaun 4: Destination Cosmos : Leprechaun
- 1997 : Prince Vaillant : Pechet
- 1998 : A Very Unlucky Leprechaun : Lucky
- 1999 : Star Wars, épisode I : La Menace fantôme (Star Wars: Episode I – The Phantom Menace) : Greedo, Weazel, Wald et les scènes de Yoda lorsqu'il marche
- 1999 : Pinocchio et Gepetto : Dwarf
- 1999 : The White Pony : Edgar Rod
- 2000 : Leprechaun 5 : La Malédiction : Leprechaun
- 2001 : Harry Potter à l'école des sorciers (Harry Potter and the Philosopher's Stone) :  le professeur Filius Flitwick, le guichetier de Gringotts et Gripsec[N 1] (voix)
- 2002 : Harry Potter et la Chambre des secrets (Harry Potter and the Chamber of Secrets) : le professeur Filius Flitwick
- 2002 : Al's Lads : Leo
- 2003 : Leprechaun 6 : Le Retour : Leprechaun
- 2004 : Ray : Oberon
- 2004 : Écorché Vif : Plates
- 2004 : Harry Potter et le prisonnier d'Azkaban (Harry Potter and the Prisoner of Azkaban) : le professeur Filius Flitwick
- 2005 : H2G2 : Le Guide du voyageur galactique : Marvin, l'androïde dépressif (voix par Alan Rickman)
- 2005 : Harry Potter et la coupe de feu (Harry Potter and the Goblet of Fire) : le professeur Filius Flitwick
- 2005 : Agent One-Half - W. Davis est aussi coproducteur et coauteur de ce film.
- 2007 : Small Town Folk : Knackerman
- 2007 : Harry Potter et l'ordre du phénix (Harry Potter and the Order of the Phoenix) : le professeur Filius Flitwick
- 2008 : Agent One-Half : Agent One-Half
- 2008 : Le Monde de Narnia : Le Prince Caspian : Nikabrik
- 2009 : Harry Potter et le Prince de sang-mêlé (Harry Potter and the Half-Blood Prince) : le professeur Filius Flitwick
- 2010 : Harry Potter et les Reliques de la Mort: Première Partie (Harry Potter and the Deathly Hallows – Part 1) : le gobelin Gripsec
- 2010 : Harry Potter and the Forbidden Journey (court-métrage) : le professeur Filius Flitwick
- 2011 : Harry Potter et les Reliques de la Mort: Deuxième Partie : le gobelin Gripsec et le professeur Filius Flitwick
- 2012 : The Unbroken : Psychic
- 2013 : Jack le chasseur de géants : Hamm Vieux
- 2013 : Dwarves Assemble : Oberon the Ufgood
- 2013 : Saint Bernard : Othello
- 2014 : Get Santa : Sally
- 2014 : Text Santa 2014 : le Père Noël
- 2015 : Star Wars, épisode VII : Le Réveil de la Force : Wollivan le Blarina
- 2016 : Rogue One: A Star Wars Story : Weeteef
- 2017 : Star Wars, épisode VIII : Les Derniers Jedi : Wodibin
- 2018 : Solo: A Star Wars Story : Weazel
- 2019 : Maléfique : Le Pouvoir du Mal (Maleficent: Mistress of Evil) de Joachim Rønning : Nabot
- 2019 : Star Wars, épisode IX : L'Ascension de Skywalker : Wicket W. Warrick

### Télévision
- 1990 : The Silver Chair : Glimfeather
- 1991 : Zorro : Don Alfonso (épisode : L'Épée de Charlemagne)
- 1996 : Les Voyages de Gulliver : Grildrig
- 2000 : Le 10e Royaume : Acorn
- 2001 : Blanche-Neige : Samedi, le nain indigo
- 2001 : Les Mystères du véritable Sherlock Holmes : Randolph Walker (épisode : L'Empire des os)
- 2001 : Dr. Terrible's House of Horrible : Tygon
- 2004 : Carrie & Barry : Duncan
- 2011 : Merlin : Grettir (épisode : Les Terres des Périls)
- 2012 : Un petit brin de vie : Lui-même
- 2012 : An Idiot Abroad : Lui-même
- 2013 : Doctor Who (épisode Le Cyberplanificateur) : Porridge
- 2014 : Bookadoo
- 2017-2018 : Star Wars Rebels : Rukh (animation, 6 épisodes)[15]
- 2022-2023 : Willow : Willow Ufgood (8 épisodes)
- 2024 : Tales of the Empire : Rukh (animation, 1 épisode)

## Voix francophones

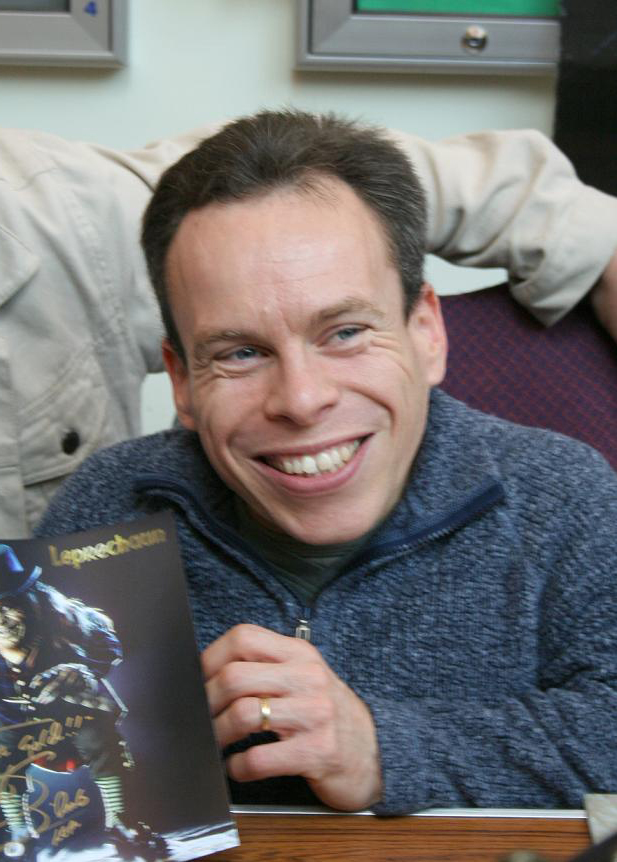
Warwick Davis en 2006.

En version française, Warwick Davis est dans un premier temps doublé par Sady Rebbot dans Labyrinthe et Chris Bénard dans Willow. Par la suite, Alain Flick le double dans Zorro et Leprechaun, avant d'être remplacé par Bruno Dubernat dans  Leprechaun 3.
Par la suite, Éric Missoffe prend le relais dans les films Leprechaun, tout en devenant sa voix la plus régulière, le doublant dans Jack le chasseur de géants, Merlin ou encore Get Santa. Dans la franchise Harry Potter, Achille Orsoni le double pour le rôle du Gobelin au guichet dans Harry Potter à l'école des sorciers tandis que Mathieu Buscatto double son rôle de Filius Flitwick dans ce dernier, ainsi que dans Harry Potter et la Chambre des secrets. Missoffe reprend le rôle de Flitwick dans le reste de la franchise.
Parmi ses autres voix, Warwick Davis est doublé à deux reprises par Éric Herson-Macarel dans Le 10e Royaume et Blanche-Neige, ainsi qu'à titre exceptionnel par Patrick Préjean dans Les Voyages de Gulliver, Emmanuel Curtil dans Pinocchio et Gepetto, Philippe Beautier dans Ray, Thierry Kazazian dans Les Mystères du véritable Sherlock Holmes, Jean-Loup Horwitz dans Le Monde de Narnia : Le Prince Caspian, Pierre Lognay dans Doctor Who, Julien Kramer dans Un petit brin de vie, Michel Dodane dans Maléfique : Le Pouvoir du mal, Jean-Marc Charrier dans Horrible Histories: The Movie et plus récemment par Jochen Hägele dans la série Willow.
En version québécoise, Warwick Davis est notamment doublé par Bernard Fortin dans L'abominable Lutin  et Jack le chasseur de géants ainsi que par Jacques Lavallée dans Les Chroniques de Narnia: Le Prince Caspian. Dans la franchise Harry Potter, André Montmorency le double dans le premier, deuxième et quatrième volets, tandis que dans Harry Potter et les Reliques de la Mort, Pierre Auger le double dans le rôle de Filius Flitwick et Paul Sarrasin celui de Griphook.